# Cerkiew Świętego Sawy w Belgradzie
Cerkiew Świętego Sawy (serb. Hram svetog Save) – jedna z największych cerkwi prawosławnych na świecie, znajdująca się w Belgradzie.
Cerkiew zbudowano w miejscu starej świątyni, która spłonęła w XVI wieku. Kamień węgielny położono w 1935, ale prace ustały po inwazji państw Osi na Jugosławię. Do tego momentu wzniesiono mury na wysokość 7 i 11 metrów. Przez następne kilkadziesiąt lat rozpoczęta budowa stała opuszczona, bowiem komunistyczne władze nie godziły się na jej dokończenie. Zgodę uzyskano dopiero w 1984, rok później wśród fundamentów odbyła się pierwsze liturgia.
W 2004 roku zakończono prace zewnętrzne. Prace wewnętrzne miały się zakończyć w 2018 lub 2019 roku, ale trwają one do tej pory.

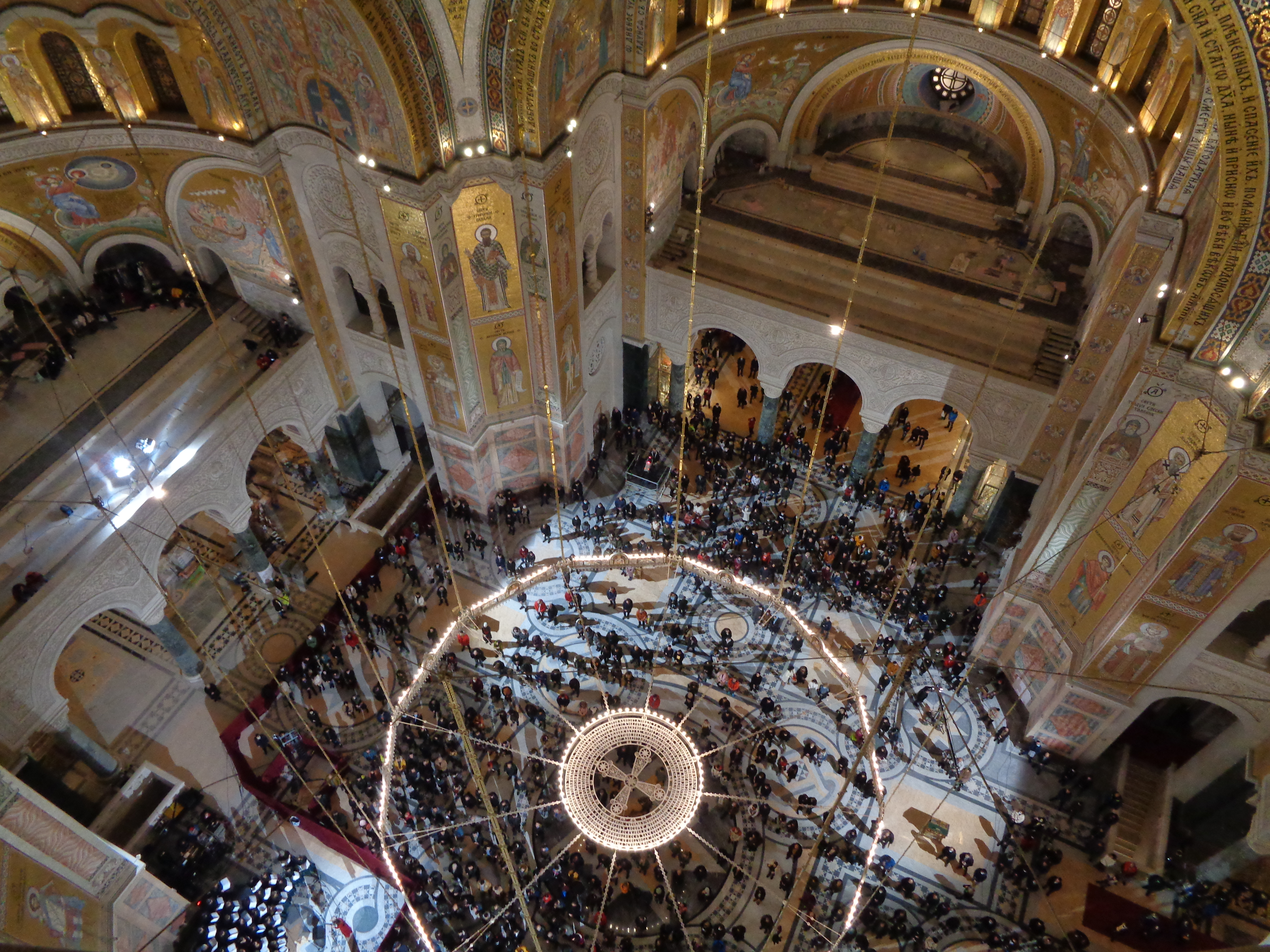
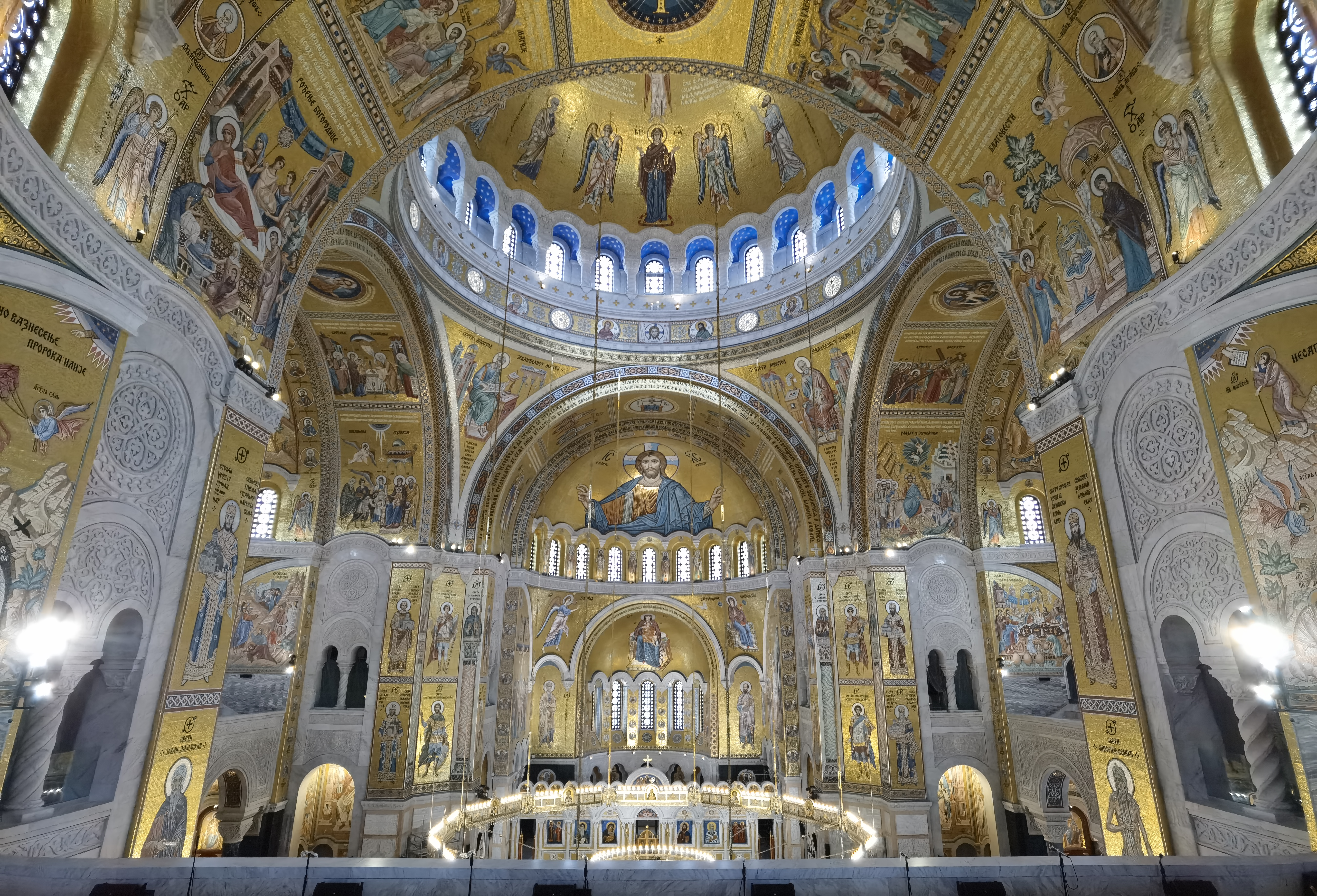
Mozaiki w katedrze św. Sawy
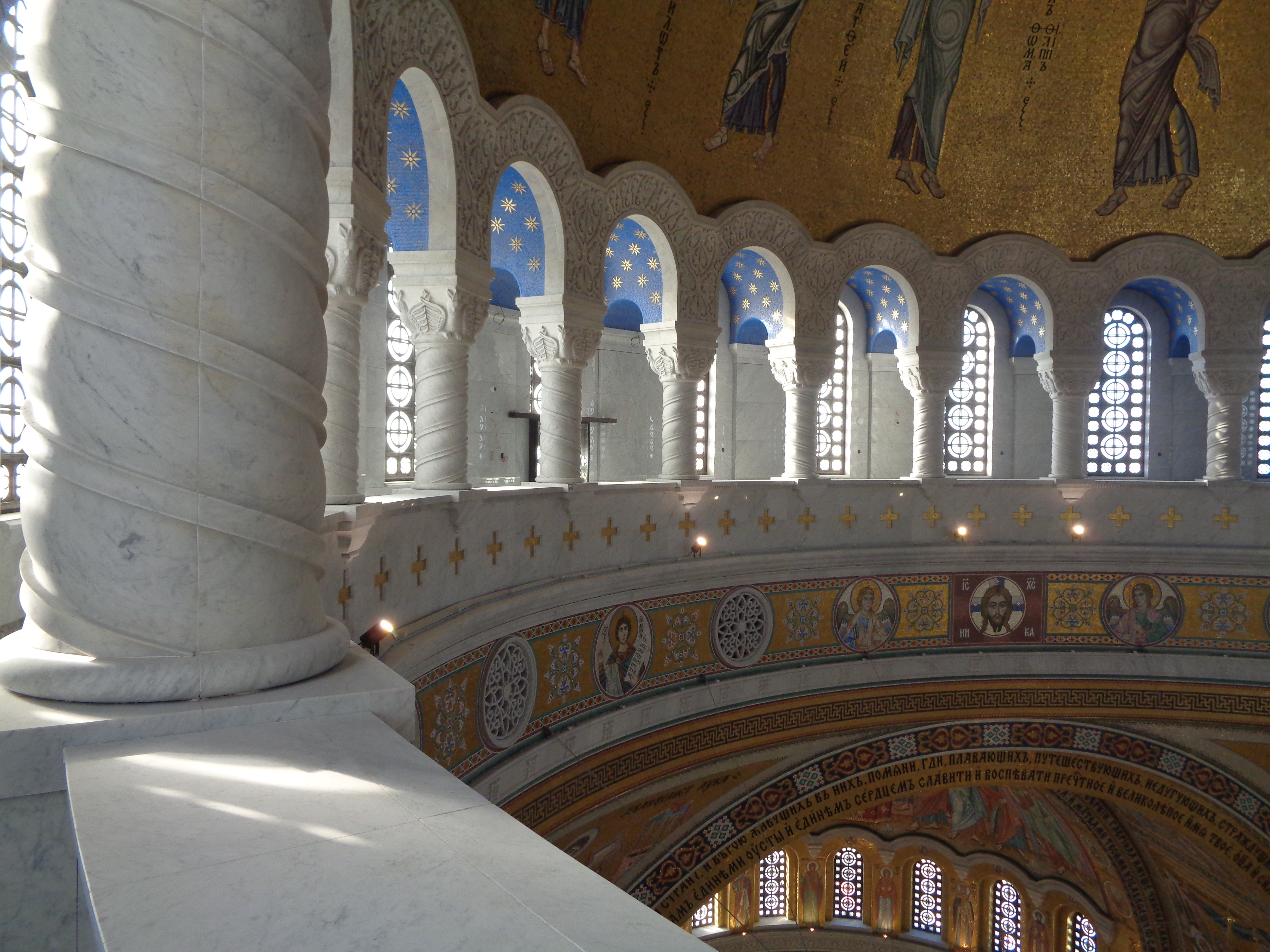